# 因弗內斯鎮區 (密歇根州)
因弗內斯鎮區（英語：Inverness Township）是位於美國密歇根州希博伊根縣的一個行政鎮區。

## 地方資料
因弗內斯鎮區的面積為96.30平方千米，當中陸地面積為87.70平方千米，而水域面積為8.60平方千米。根據2020年美國人口普查的數據，當地共有人口2159人，而人口密度為每平方千米22.42人。